# Jan Alojzy Ficek
Jan Nepomucen Alojzy Ficek (także Fietzek, Fiecek, Фиецекь) (ur. 9 maja 1790 w Dobrzeniu Wielkim, zm. 18 lutego 1862 w Piekarach Śląskich) – polski duchowny katolicki, działacz narodowy i trzeźwościowy aktywny na Górnym Śląsku.

## Biografia
Był jednym z szesnaściorga dzieci ubogich rodziców, rolnika Józefa i Marii z Pampuchów. Rodzina Jana Alojzego Ficka była pobożna i zachowywała polskie tradycje narodowe. Jego ojciec aktywnie współdziałał z emisariuszami Tadeusza Kościuszki. W 1807 wstąpił do Królewsko-Katolickiego Seminarium Nauczycielskiego w Głogówku i po dwóch latach nauki  otrzymał dekret nauczycielski z wyróżnieniem i skierowanie do Krapkowic, gdzie objął posadę tzw. adjuwanta. W 1812 podjął naukę w gimnazjum klasycznym w Opolu, a w 1814 rozpoczął studia  teologiczne we Wrocławiu. Z powodu wojen napoleońskich i obawy przed wcieleniem do wojska pruskiego Jan Ficek udał się do Krakowa i tam ukończył studia teologiczne. 19 lipca 1817 otrzymał święcenia kapłańskie z rąk biskupa Jana Pawła Woronicza. Po święceniach objął stanowisko wikariusza w Czeladzi, ale dzięki poparciu dziekana Włodarskiego powrócił na Górny Śląsk, gdzie objął probostwo w Ziemięcicach. W 1826 przeszedł na probostwo w Piekarach, gdzie podobnie jak w Czeladzi i Ziemięcicach, zaangażował się w  działalność dobroczynną. Duży rozgłos przyniosła ks. Fickowi działalność samarytańska podczas epidemii cholery, która wybuchła na Śląsku w 1830 oraz epidemii tyfusu z 1848. Został wtedy obdarzony przydomkiem „Apostoła Śląska”.
Największym, materialnym dorobkiem ks. Ficka w Piekarach jest budowa kościoła. Mimo wielu trudności związanych z pozwoleniem na budowę oraz z kłopotami finansowymi w 1849 biskup wrocławski Melchior von Diepenbrock konsekrował kościół mariacki, który powstał głównie dzięki ofiarności wiernych. 
W 1844 ks. Ficek wraz z franciszkaninem o. Stefanem Brzozowskim zainicjował akcję duszpasterską mającą na celu zwalczenie pijaństwa. Zainicjował również misje ludowe oraz powstanie ośrodka wydawniczego pomagającego w szerzeniu kultury i oświaty na Górnym Śląsku. Dzięki poparciu piekarskiego proboszcza naprzeciw kościoła mariackiego została założona drukarnia Teodora Heneczka, w której masowo drukowano popularną literaturę ludową oraz śpiewniki, modlitewniki oraz Żywoty świętych.
Dziekan bytomski (1834), komisarz pszczyńsko-bytomski, kanonik honorowy kapituły wrocławskiej (1838).
Jest patronem ulic w Piekarach Śląskich i Nikiszowcu, i Dobrzeniu Wielkim - ul. ks. Fiecka.